# Ett herrans liv (brittisk TV-serie)
Ett herrans liv, The Vicar of Dibley, är en brittisk sitcom som sändes mellan 1994 och 2007 i Storbritannien. 2004 kom serien på tredje plats i ”Britain's best sitcom”.
Serien handlar om Geraldine Granger (Dawn French), som är präst i den lilla byn Dibley. Serien utgår från kvinnoprästdebatten i Storbritannien. French och Curtis tog kontakt med Joy Carroll, en av Storbritanniens första kvinnliga präster och fick därigenom mycket värdefull information till den fiktiva Geraldine.
Ett avsnitt som sändes den 1 januari 2007 hade 12,3 miljoner tittare, det högsta antalet för ett avsnitt i serien.

## Platser i serien
Ett herrans liv utspelar sig i en fiktiv by som kallas Dibley i Oxfordshire. Byscenerna är filmade i Turville i Buckinghamshire, där även scener för Morden i Midsomer, Goodnight Mister Tom, Chitty Chitty Bang Bang och Miss Marple har filmats. Titelsekvensen är filmad runt södra Buckinghamshire.

## Skådespelare
- Dawn French – Geraldine Granger
- Gary Waldhorn – David Horton
- James Fleet – Hugo Horton
- Emma Chambers – Alice Tinker, gift Horton
- Roger Lloyd-Pack – Owen Newitt
- John Bluthal – Frank Pickle
- Trevor Peacock – Jim Trott
- Liz Smith – Letitia Cropley

## Roller
Geraldine Granger, en kvinnlig präst i den konservativa kyrkan. Trots sitt yrke som präst ger hon ständigt vika för livets frestelser, varav den mest kända är den för choklad. Men hon söker också mannen i sitt liv och har sex med David Hortons bror, Simon, utan att vara gift med denne. Geraldine framstår i kontrast mot David Horton som en vänstersympatisör.
Geraldine kommer med sitt inträde att blåsa liv i den trötta lilla byn genom att komma med nya kreativa idéer. Under sin tid i byn startar hon bland annat en konstcirkel, en bokcirkel, ett dagis och tvingar David Horton att uppfylla sina vallöften som politiker. Geraldine samlar även in pengar till olika insamlingar, bland annat till ett nytt altarfönster och startkapital till dagiset.
David Horton, har tills Geraldines inträde fått styra kyrkofullmäktige och kommunfullmäktige fritt. Denna frihet har han mest nyttjat för sin egen vinning, genom att göra resor till så kallade vänorter i Italien och södra Frankrike, samt byggt en golfbana. Han är medlem i det konservativa partiet Tory.
Hugo Horton, son till David Horton, gifter sig i serien med Alice Tinker. Likt hans blivande fru är han inte alltför smart och saknar umgänge. Hans far är aristokrat och visar inga känslor för sin son. Han bästa vän tycks vara hunden Bruno.
Alice Tinker/Horton, jobbar som kyrkovaktmästare för Geraldine, men sitter inte med i kyrkofullmäktige. Alice är en lustig figur som kommer med vilda funderingar och idéer. En av hennes bättre idéer var den om att arrangera ett levande julspel. Hon kan närmast beskrivas som ett barn i sinnet, Teletubbies är en stor favorit och hon tror fortfarande på jultomten, tandfén och påskharen. I slutet av varje program berättar Geraldine en vits, som Alice inte förstår, tolkar fel eller analyserar sönder.
Owen Newitt, sitter i kyrkofullmäktige, hans familj har i århundraden dödat djur i Dibley, en tradition han håller levande. Hans liv som ungkarl mynnar ofta ut i burdusa kommentarer kring att Geraldine ska visa sig naken eller ha sex med honom. Han blir även gudfar tillsammans med Geraldine åt Hugo och Alice dotter, döpt efter Geraldine.
Frank Pickle, stenograf i kyrkofullmäktige, en nätt och prydlig äldre herre, med en antydd homosexuell läggning. Han är tråkig till döden, och älskar att berätta om den gång mjölkbudet var 47 minuter försenat eller när puben hade slut på chips. Han sägs även ha tråkat sina föräldrar till döds, vilket dock inte bevisats.
Jim Trott, sitter också i kyrkofullmäktige som en av ledamöterna. Han svarar varje fråga med ”No, No, Noo, Noo …” sedan sitt riktiga svar, till exempel ”No, No, Noo, Noo … Yes”. Till skillnad från sin fru, som svarar varje mening med ”Yes, Yes, Yess Yess …”. Jim brukar dra burdusa skämt tillsammans med Owen, skämten som ofta börjar med att Jim talar om någon han har haft sex med, eller vill ha sex med.
Miss Cropley, kyrkomusikern står för ”förfriskningarna” på fullmäktiges möte. Hon avlider fiktivt efter några program i serien. Hon har en fascination för att försöka hitta på nya kulinariska rätter genom att addera något helt opassande till en redan god rätt. Hon är även den hemliga påskharen som lägger ut äggen i Dibleys trädgårdar, ett förtroendeuppdrag hon (på grund av demens) för över till samtliga på sin dödsbädd.